# Maynard Eziashi
Maynard Eziashi, né à Londres (Angleterre) en 1965, est un acteur britannico-nigérian.

## Biographie
En 1991, Maynard Eziashi remporte l'Ours d'argent du meilleur acteur au 41e Festival international du film de Berlin pour son rôle dans Mister Johnson (1990) aux côtés de Pierce Brosnan.
Sur BBC Radio 4, il tient en 2014 le rôle de Joseph dans une adaptation radiophonique de Pauline Harris de La Mort et l'écuyer du roi de Wole Soyinka orchestrée en l'honneur du 80e anniversaire du dramaturge nigérian.

## Filmographie partielle

### Au cinéma
- 1991 : Mister Johnson
- 1993 : Bopha !
- 1994 : Un Anglais sous les tropiques
- 1996 : Ace Ventura en Afrique
- 2005 : Appelez-moi Kubrick

### À la télévision
- 2006 : Hôtel Babylon : Adam (série télévisée, saison 1, épisode 5)

## Distinctions
- Berlinale 1991 : Ours d'argent du meilleur acteur pour Mister Johnson